# آتیاندال
آتیاندال (به لاتین: Aathiyandal) در هند است که در تامیل نادو واقع شده‌است.